# Christisonia tubulosa
Christisonia tubulosa är en snyltrotsväxtart som först beskrevs av Robert Wight, och fick sitt nu gällande namn av George Bentham och Joseph Dalton Hooker. Christisonia tubulosa ingår i släktet Christisonia och familjen snyltrotsväxter. Inga underarter finns listade i Catalogue of Life.